# هاري سيمبسون (لاعب كرة قاعدة)
هاري سيمبسون (بالإنجليزية: Harry Simpson)‏ هو لاعب كرة قاعدة أمريكي، ولد في 3 ديسمبر 1925 في أتلانتا في الولايات المتحدة، وتوفي في 3 أبريل 1979 في آكرون في الولايات المتحدة.

## وصلات خارجية
- هاري سيمبسون على موقعبيزبول رفرنس.كوم (الدوري الرئيسي) (الإنجليزية)
- هاري سيمبسون على موقعبيزبول رفرنس.كوم (الدوري الثانوي) (الإنجليزية)
- هاري سيمبسون على موقع قاعة جورجيا للمشاهير الرياضية (مؤرشف) (الإنجليزية)